# Liste des communes de la communauté autonome du Pays basque

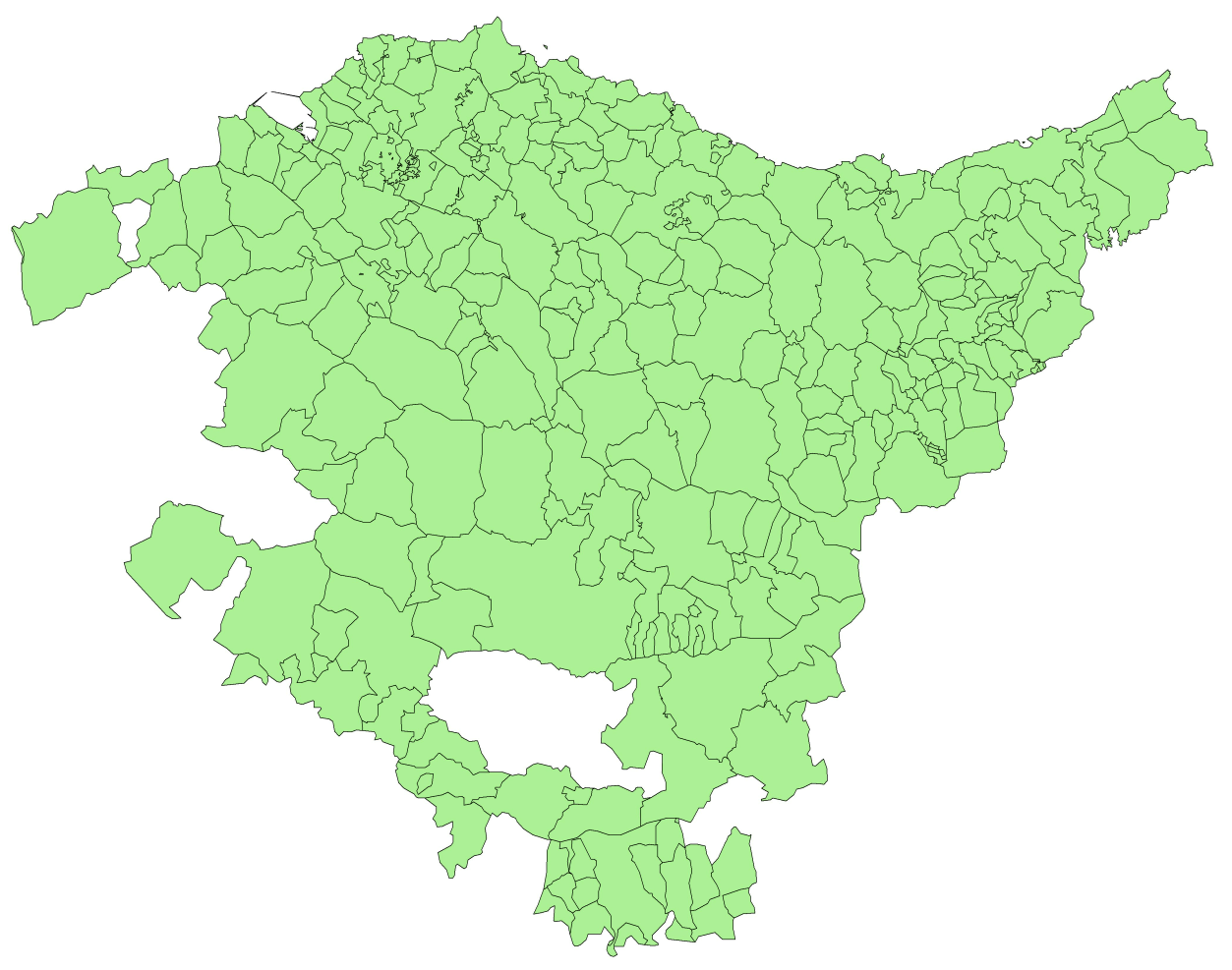
Communes de la communauté autonome du Pays basque en Espagne (2003).

La liste des communes de la communauté autonome du Pays basque est donnée par province.

## Listes par provinces
- Liste des communes d'Alava
- Liste des communes de Biscaye
- Liste des communes du Guipuscoa

### Sources et bibliographie
- (es) Instituto Nacional de Estadistica
  - (es) Instituto Nacional de Estadistica, « Données officielles de population résultant de la révision du recensement communal : de 1996 à 2014 », sur www.ine.es (consulté le 17 novembre 2015)
  - (es) Instituto Nacional de Estadistica, « Données officielles de population résultant de la révision du recensement municipal au 1er janvier 2013 », sur www.ine.es, 1er janvier 2013 (consulté le 10 avril 2014)
- (es) Variaciones de los municipios de España desde 1842, Ministerio de Administraciones Públicas, octobre 2008 (lire en ligne) [PDF]